# Lycium grandicalyx
Lycium grandicalyx ist eine Pflanzenart aus der Gattung der Bocksdorne (Lycium) in der Familie der Nachtschattengewächse (Solanaceae).

## Beschreibung
Lycium grandicalyx ist ein aufrecht wachsender, stacheliger, 0,5 bis 1 m hoch werdender Strauch. Die Laubblätter sind leicht sukkulent, in der Jugend sind sie spärlich mit borstigen, vielzelligen, drüsigen Trichomen behaart. Sie werden 20 bis 40 mm lang und 3 bis 4 mm breit.
Die Blüten sind zwittrig und fünfzählig. Der Kelch ist vergrößert und breit urnenförmig. Die Kelchröhre ist 9 bis 12 mm lang und mit 3 bis 4 mm langen Kelchzipfeln besetzt. Die Krone ist breit halbkugelförmig und zurückgebogen. Die Kronröhre ist 10 bis 13 mm lang, die Kronlappen sind 3 bis 5 mm lang. Die Basis der Staubfäden ist filzig behaart.
Die Frucht ist eine eiförmige bis kugelförmige, rote Beere mit einem Durchmesser von 7 bis 8 mm.

## Vorkommen
Die Art ist auf dem afrikanischen Kontinent verbreitet und kommt dort im südlichen Namibia vor.

## Belege
- J.S. Miller und R.A. Levin: Lycium grandicalyx. In: Project Lycieae